# Степновский сельсовет (Астраханская область)
Степно́вский сельсове́т — упразднённые административно-территориальная единица и муниципальное образование (сельское поселение) в Красноярском районе Астраханской области России.
Административный центр был в посёлке Степной.

## История
Степновский сельсовет в Астраханской области появился в 1982 году после переименования Аксарайского сельского Совета в Степновский.
В соответствии с Законом Астраханской области от 6 августа 2004 года № 43/2004-ОЗ сельсовет наделен статусом сельского поселения.
В 2018 году сельские поселения село Малый Арал и Степновский сельсовет были объединены в новое сельское поселение под старым названием «Аксарайский сельсовет», которое уже носило другое бывшее муниципальное образование с упразднённым посёлком Аксарайский в его составе.
Соответствующая административно-территориальная единица области после присоединения села Малый Арал сохранила название «Степновский сельсовет».

## Население
| 2010 | 2012 | 2013 | 2014 | 2015 | 2016 | 2017 | 2018 |
| ---- | ---- | ---- | ---- | ---- | ---- | ---- | ---- |
| 80   | ↗177 | ↘149 | ↗153 | ↗157 | ↘155 | ↗156 | ↗166 |

## Состав сельсовета
В состав сельского поселения входят 3 населённых пункта:
| № | Населённый пункт | Тип населённого пункта          | Население |
| - | ---------------- | ------------------------------- | --------- |
| 1 | Кигач            | посёлок                         | ↘0        |
| 2 | Приозёрный       | посёлок                         | ↘18       |
| 3 | Степной          | посёлок, административный центр | ↘62       |